# ベルンハルト・ラング

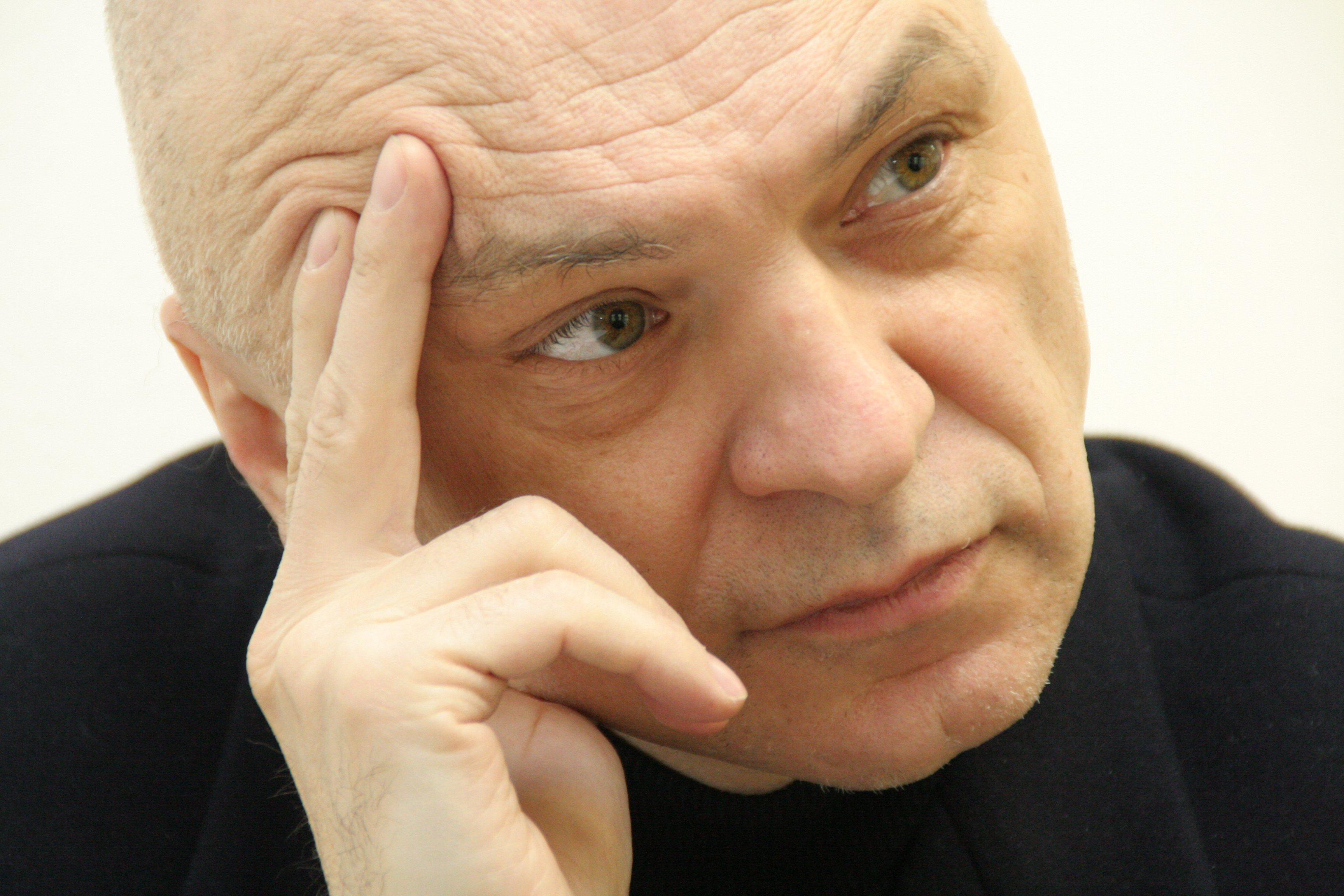
ベルンハルト・ラング（2007年）

ベルンハルト・ラング（Bernhard Lang、1957年2月24日 - ）は、オーストリアの現代音楽の作曲家。

## 略歴
リンツ生まれ。同地のブルックナー音楽学校を卒業した後、1977年以降はもっぱらジャズのグループで働いていたが、現代音楽の領域に1980年代後半から参入している。名声が確立したのは、1990年代にターンテーブルを用いる事が増えてからになる。

## 作風
脈絡のない数十にもおよぶ断片を一つずつ丁寧に反復してゆく手法で作曲している。実際に「DW8 für Orchester und 2 Turntablisten」（2003年のドナウエッシンゲン音楽祭で初演）では「皿回し」の持続単位へのオーケストラによる同期が、執拗に展開される。断片同士に関連が全くないことも多く、多くは直感で選択している。反復の回数すらアルファベットの文字を数字に置き換えているだけなど、楽曲の進行に不可欠なシンタックスは一切放棄されているのも特徴である。
断片は彼が関わったジャズに起因するものも少なくないが、圧倒的に多くを占めるのは同音の反復であり、楽器数の少ない「Differenz/Wiederholung 3」（「差異と反復」、タイトルはジル・ドゥルーズの著書より）ではそれらが緊密な印象をかもし出している。
ダルムシュタット夏季現代音楽講習会にも2002年に招かれており、講師をつとめた。2007年のドナウエッシンゲン音楽祭からの委嘱には、ラッパーを起用している。同年10月には音楽劇『Der Alte vom Berge』の上演が予定されるなど、活動は拡大している。21世紀に入ってから、CDリリースが多い。
他にerikmというDJとユニットを組み、ターンテーブル以外にもビデオなどの技術を用いたミクストメディア作品、クルド人歌手などの異文化も積極的に取り込んだ作品を発表している。自作以外にもエドガー・ヴァレーズ、ジャチント・シェルシ、ジェラール・グリゼーなど、現代音楽の世界では古典的・標準的となったこれらマスターピースのライブ演奏をその場でターンテーブルやサンプラーを用いて大胆にリミックスするなどしている。（参考リンク）